# Alchemist
Alchemist foi uma banda australiana de metal progressivo, proveniente de Canberra, cuja sonoridade resultava da complexa combinação de death metal, rock progressivo, rock psicodélico, música asiática, aborígene, e influências da música eletrônica. A banda foi formada em 1987 e gravou seis álbuns, um EP e um álbum-compilação. Em 2010, o Alchemist iniciou as gravações de um novo EP, mas antes de seu lançamento, a banda entrou em um hiato indefinido. O Alchemist foi o único grupo a figurar em todas as edições do festival Metal for the Brain, um evento organizado e realizado desde 1996 pelos próprios integrantes da banda. O Alchemist também tocou no Big Day Out e realizou turnês pela Europa em diversas ocasiões.

## História

### 1987−1992
O Alchemist foi formado em 1987 por Adam Agius (vocalista e guitarrista), como uma banda de death metal. A banda gravou uma demo, no mesmo ano, intitulada "Eternal Wedlock". Na ocasião, o estilo do grupo ainda era cru e não desenvolvido. Mas se desenvolveu, com a adição do baterista Rodney Holder, em 1989. No ano seguinte, 1990, o Alchemist se estabeleceu com Agius, Holder, o guitarrista Andrew Meredith e o baixista James Preece. Com esta formação, o Alchemist gravou uma segunda demo. Este trabalho mostrou o início da fase de experimentação da banda com arranjos de avant-garde e influências psicodélicas inspiradas por nomes como Pink Floyd e Frank Zappa. Outra demo foi produzida em 1991, com Preece substituído por John (The Seal) Bray, vindo de outra banda local, de nome Exceed. O Alchemist também realizou a primeira edição do festival Metal for the Brain, em Canberra, de modo que veio a se tornar a única banda a tocar em todas as edições deste evento. A faixa "Escapism", da segunda demo, foi incluída, no ano seguinte, em um álbum-coletânea lançado pela Roadrunner Records, álbum este que incluiu outras bandas, como Sadistik Exekution, Allegiance e Shihad.

### 1992−1996
Em 1992, Roy Torkington se juntou ao Alchemist, no lugar de Meredith. Por esta época, as demos do Alchemist já haviam criado bastante interesse por parte do selo austríaco Lethal, que lançou seu primeiro álbum álbum, Jar Of Kingdom, no ano seguinte. O álbum foi gravado em Sydney e apresentava uma eclética mistura de death metal, grindcore e psicodelia. Duas faixas apresentavam os vocais de Michelle Klemke, uma amiga da mãe de Agius. De acordo com as notas que acompanhavam o álbum-compilação Embryonics, de 2005, Agius teria perdido sua voz durante as gravações. Insatisfeita com o som do álbum, a banda o remasterizou e o relançou tempos depois. O Alchemist também se mostrou insatisfeito com a sonoridade da música Jar of Kingdom, de modo que a mesma foi regravada. Só então a banda se lançou em sua primeira turnê.
Durante o ano de 1994, o Alchemist gravou um tape promocional para ser apresentado a diferentes gravadoras. e uma versão da música "Black Metal", da banda Venom, para um álbum tributo a ser lançado na Suécia, álbum este que recebeu como título The Promoters of the Third World War: A Tribute to Venom, atualmente um item de colecionador. O Alchemist também iniciou os trabalhos para um novo álbum, de nome Lunasphere, que foi gravado em 1995, pelo selo de Melbourne Shock Records. Lunasphere mostrou um desenvolvimento na sonoridade do Alchemist, caracterizada pela adição de teclado eletrônico, algo que diferenciou seu estilo. A música "Garden of Eroticism" foi adicionada à compilação Triple J, parte do álbum This Is Twelve (ABC/EMI), em 1996, e juntamente com a canção  "Yoni Kunda", ganhou versão ao vivo. O grupo iniciou nova turnê após as gravações do álbum Lunasphere, o que incluiu vários shows com as bandas Cathedral e Paradise Lost, chegando a abrir alguns shows da banda Fear Factory.
O Alchemist se apresentou ao vivo no Triple J para o programa Three Hours of Power. Duas canções desta sessão mais tarde seriam incluídas no álbum Embryonics, em 2005. Durante o mesmo ano, a banda de death metal Armoured Angel, de Canberra, se desfez. O baterista da banda, Joel Green, passou a ser o responsável pela organização de um festival de bandas, juntamente com os integrantes do Alchemist.

### 1996−2000
O Alchemist deu início às gravações do álbum Spiritech, em fins de 1996. Após um problemático processo de gravação, a banda deixou a produção do álbum a cargo de D. W. Norton, o guitarrista da banda Superheist, de Melbourne, no Back Beach Studios, em Rye, Victoria. O álbum Spiritech introduziu mais elementos de música eletrônica, bem como ritmos tribais, particularmente na música "Chinese Whispers", uma composição com mais de nove minutos e meio, que se manteve como a favorita por inúmeros fãs da banda.
Em 1999, foi lançado um EP que apresentou uma versão da música "Eve of the War", a abertura de uma produção musical de 1978 baseada na obra "Guerra dos Mundos", de Herbert G. Wells. Josh Nixon, da banda de doom metal Pod People, de Canberra, se apresentou como guitarrista adicional. O EP também incluiu versões ao vivo das músicas "Yoni Kunda" e "Chinese Whispers", um remix em forma de música electrônica de "Yoni Kunda", rebatizado como "Koni Yunda", e as faixas Jar of Kingdom, "Brumal: A View From Pluto" e "Worlds Within Worlds." Estas duas últimas faixas foram as precursoras do relançamento de Jar of Kingdom, no ano seguinte. Este lançamento completou as obrigações contratuais com a gravadora Shock Records e o Alchemist iniciou a distribuição de seus álbuns na Europa, particularmente na Holanda. O Alchemist realizou ainda, na mesma época, uma turnê com as bandas Entombed e Pitchshifiter.
Em fins de 1999, uma nova música do Alchemist, chamada "Austral Spectrum", apareceu em uma compilação australiana, chamada Under the Southern Cross, lançada pelo selo Chatterbox Records, de Sydney. Uma versão com algumas diferenças foi lançada no álbum Organasm, lançado no início de 2000. Para promover Organasm, o Alchemist realizou uma turnê de três meses durante o outono. Batizada como "World War Three", a turnê também apresentou as bandas de thrash Cryogenic e Psi.Kore, ambas com trabalhos recém-lançados. Organasm apresentou um som mais moderno, focado nas duas guitarras, teclados e samples.

### 2000−2005
Pouco após o festival Metal for the Brain, o Alchemist paralisou as atividades por mais um ano, para trabalhar em Austral Alien, que foi gravado em maio de 2003. Este álbum mostrou um trabalho mais maduro do Alchemist, com produção polida e sonoridade eletrônica pesada. Influenciadas pela banda de rock Midnight Oil, as letras do álbum semi-conceitual se focaram em temas relacionados ao meio ambiente, sobretudo o impacto do ser humanos sobre a ecologia. O Alchemist introduziu um quinto integrante, Nick Wall, para trabalhar com os samples durante os shows ao vivo.
Em fins de 2004, o Alchemist embarcou em sua primeira turnê fora da Austrália. devido a isto, o festival Metal for the Brain foi adiado até fevereiro de 2005. No mesmo mês, o Alchemist ganhou seu primeiro Australian Heavy Metal Music Awards, com a música "First Contact", incluído na categoria Melhor Video Clip, e Agius foi premiado como Melhor Tecladista.

### 2005−2010
O álbum coletânea Embryonics foi gravado em outubro de 2005. Este trabalho reuniu material gravado entre 1990 e 1998, incluindo faixas dos três primeiros álbuns, do EP de 1998 e canções de demos. Como bônus ouve a inclusão de duas faixas gravadas em1996. A banda também anunciou o lançamento de um DVD em 2006, algo que, entretanto, nunca foi realizado.
Após dez anos organizando o festival Metal for the Brain, o Alchemist suspendeu a realização de futuras edições do mesmo, realizando o último em 4 de novembro de 2006. Holder, agora baseado em Brisbane, passou a organizar o Abducted Metal Horror Festival, cuja primeira edição aconteceu em julho de 2007. Em maio do mesmo ano, o Alchemist completou o trabalho de gravação de seu novo álbum, Tripsis, que a banda declarou ser um retorno à sonoridade inicial, observada nos álbuns Lunasphere e Spiritech. Para coincidir com o lançamento de Tripsis, o Alchemist foi a atração principal do evento European ProgPower e se apresentou em diversas outras datas. Em julho de 2008, a banda se apresentou no Graspop Metal Meeting, na Bélgica, como parte de sua turnê europeia. Em outubro de 2008, o Alchemist retornou à Austrália, para uma turnê com o grupo Meshuggah. Pouco depois, a banda foi premiada pelo vídeo da música "Tongues and Knives", em 9 de dezembro. Em janeiro de 2010, o Alchemist iniciou as gravações de um novo EP Contudo, pouco depois, em um artigo no site Drum Media, baseado em Sydney, em julho, o baterista Rodney Holder afirmou que o Alchemist estava entrando em um "período de inatividade" The band's website reflected this with a splash page declaring that "Alchemist are hibernating indefinitely". Holder, posteriormente, ajudou a organizar a primeira edição do festival Bastardfest, realizado em 28 de agosto, em Brisbane, 4 de setembro em Melbourne, e 16 de outubro, em Perth.

### 2010−presente
Adam Agius formou o The Levitation Hex, em 2010, com Mark Palfreyman da banda Alarum, de Melbourne. O Levitation Hex gravou um álbum auto-intitulado, em agosto de 2012.
Rodney Holder deu início ao 'Music Business Facts', um podcast, em 2013. Ele também tem produzido, via internet, artistas como Devin Townsend.

## Discografia
| - Jar of Kingdom (1993) - Lunasphere (1995) - Spiritech (1997) - Organasm (2000) - Austral Alien (2003) - Tripsis (2007) | - "Eternal Wedlock" (1987) - "Demo '90" (1990) - "Demo '91" (1991) - "Promo 94" (1994) - "Eve of the War" (1998) - "Promo 99" (1999) - Promoters of the Third World War - A Tribute to Venom (1997) - Jar of Kingdom#Re-release 99\|Jar of Kingdom Re-Release 99 (1999) - Embryonics (2005) |

## Formação
| Última formação - Adam Agius − Vocal, Guitarra, teclados (1987−2010) - John Bray − Baixo, Teclados (1991−2010) - Rodney Holder − bateria (1988−2010) - Roy Torkington − Guitarra (1992−2010) | Ex-integrantes - Andrew Hall − bateria (1987−88) - Andrew Meredith − guitarra (1990−92) - James Preece − baixo (1989−91) - Scott Chivers − baixo (1987−89) - Murray Neill − vocal (1987−88) - Nick Paddon-Row − bateria (1987) - Nick Wall − samples ao vivo (2003−2008) |